# Albert Berger
Albert Berger (n. 30 septembrie 1864, Săcărâmb, România – d. 12 martie 1936, Bistrița, România) a fost un istoric sas, director al Liceului Evanghelic din Bistrița între 1914-1929.
A urmat studii secundare la Bistrița,după examenul de maturitate (bacalaureat) la Liceul Evanghelic din Bistrița, a studiat științele naturii, matematica, istoria și teologia la Universitatea din Tübingen, Universitatea din Heidelberg, Universitatea din Leipzig, Universitatea din Berlin și la Universitatea Franz Joseph din Cluj. În anul 1888 a obținut la Cluj titlul de doctor. De asemenea, în anul 1888 contribuie la sistematizarea arhivei din Bistrița. În anul 1892 ajunge profesor la gimnaziul din orașul Bistrița.
A avut contribuții remarcabile în arhivistica și la organizarea arhivelor din Bistrița, aceste date fiind utilizate ulterior de catre N. Iorga, care apreciază eforturile sale.
O stradă centrală din municipiul Bistrița îi poartă numele.

## Scrieri
- Das Verhältnis von Bistritz zu dem Moldauer Woiwoden Peter Rareș, Besztercze, 1911.
- Urkunden-Regesten aus dem Archiv der Stadt Bistritz in Siebenbürgen 1203-1570, Köln-Wien, 1986.
- Urkunden-Regesten aus den alten Bistritzer Archiven von 1203-1490, in: BGP1892/93, p. 3-58 (aparut și separat Bistrița, 1893)
- Volkszählung in den 7 und 2 Stühlen, im Bistritzer und Kronstädter Distrikte vom Ende des XV. und Anfang des XVI. Jahrhunderts. In: Kbl, XVII (1894), p. 49-59, 65-76 *Verzeichnis der Bistritzer Oberrichter auf Grund urkundlicher Quellen, in: "Festgabe der Stadt Bistritz", Bistrița 1897, p. 81-100
- Das Verhältnis von Bistritz zu dem Moldauer Woiwoden Peter Rareș, in: Festgabe zur Feier der Einweihung des neuen ev. Gymnasial-, Bürger- und Elementarschulgebäudes A.B. in Besstercze (Bistritz) am 7. Old. 1911, Bistrița, 1911, p. 37-79.